# Museu Nacional de Beirut
El Museu Nacional de Beirut (àrab: متحف بيروت الوطني, Matḥaf Bayrūt al-Waṭanī) és un museu d'arqueologia del Líban.

## Història del museu,
Va ser inaugurat en 1942. Durant la guerra civil libanesa l'edifici del museu va sofrir danys considerables, però s'ha pogut rescatar la major part de les col·leccions.

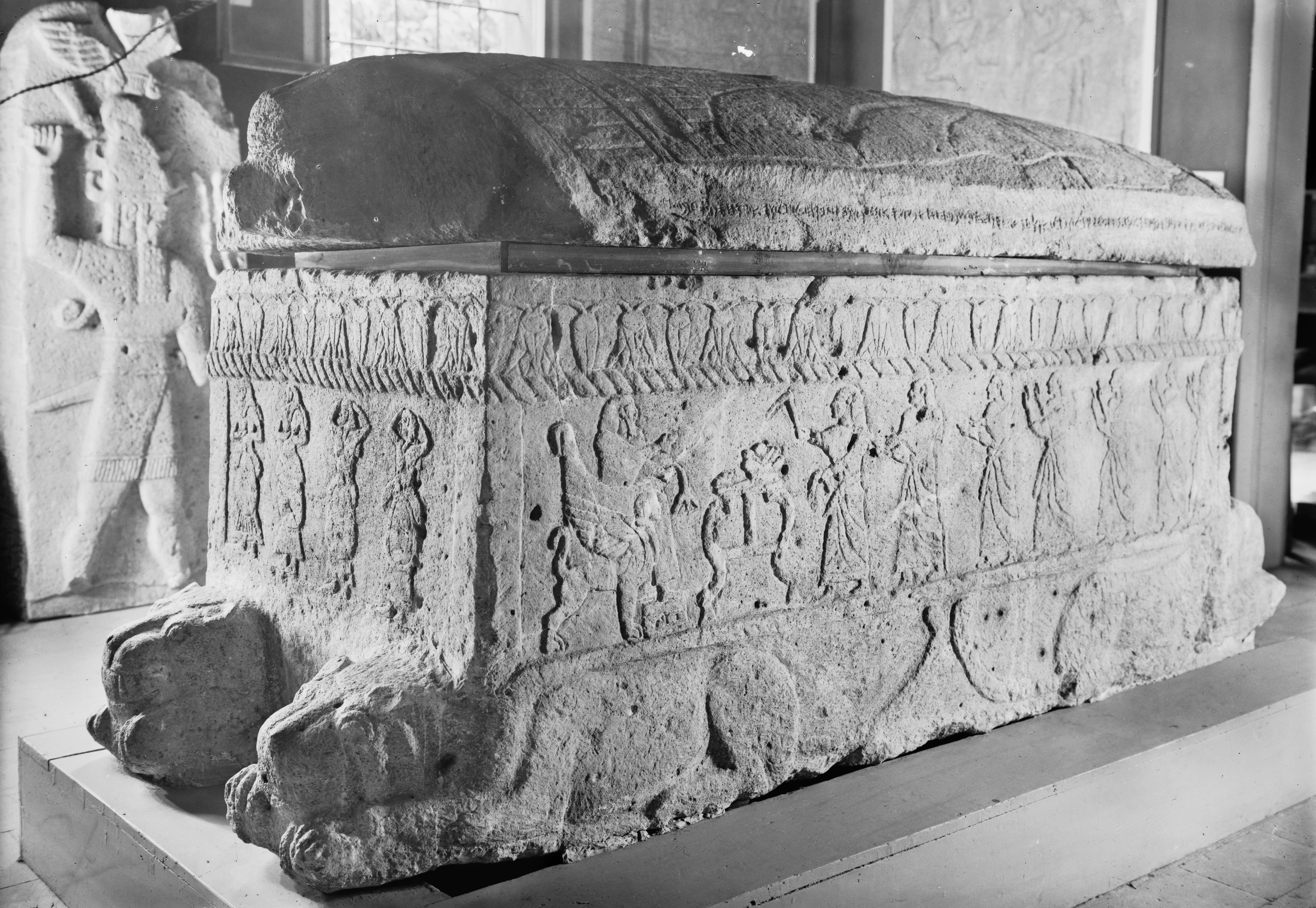
Sarcòfag del rei Ahiram

## Arquitectura del museu
L'edifici de tres pisos està dissenyat pels arquitectes Antoine Nahas i Pierre Leprince Ringuet en estil neoegipci i construït en pedra calcària ocre. L'espai d'exhibició totalitza 6.000 {\displaystyle \mathrm {m^{2}} }.

## Les peces més importants de la col·lecció
La col·lecció inclou peces trobades al territori libanès des de la Prehistòria fins a l'Imperi Otomà.

### Prehistòria
La col·lecció té artefactes prehistòrics de les primeres societats de caçadors-recol·lectors que van des del Paleolític inferior al Neolític, incloent puntes de llança, sílex, hams i ceràmica.

### Edat de Bronze

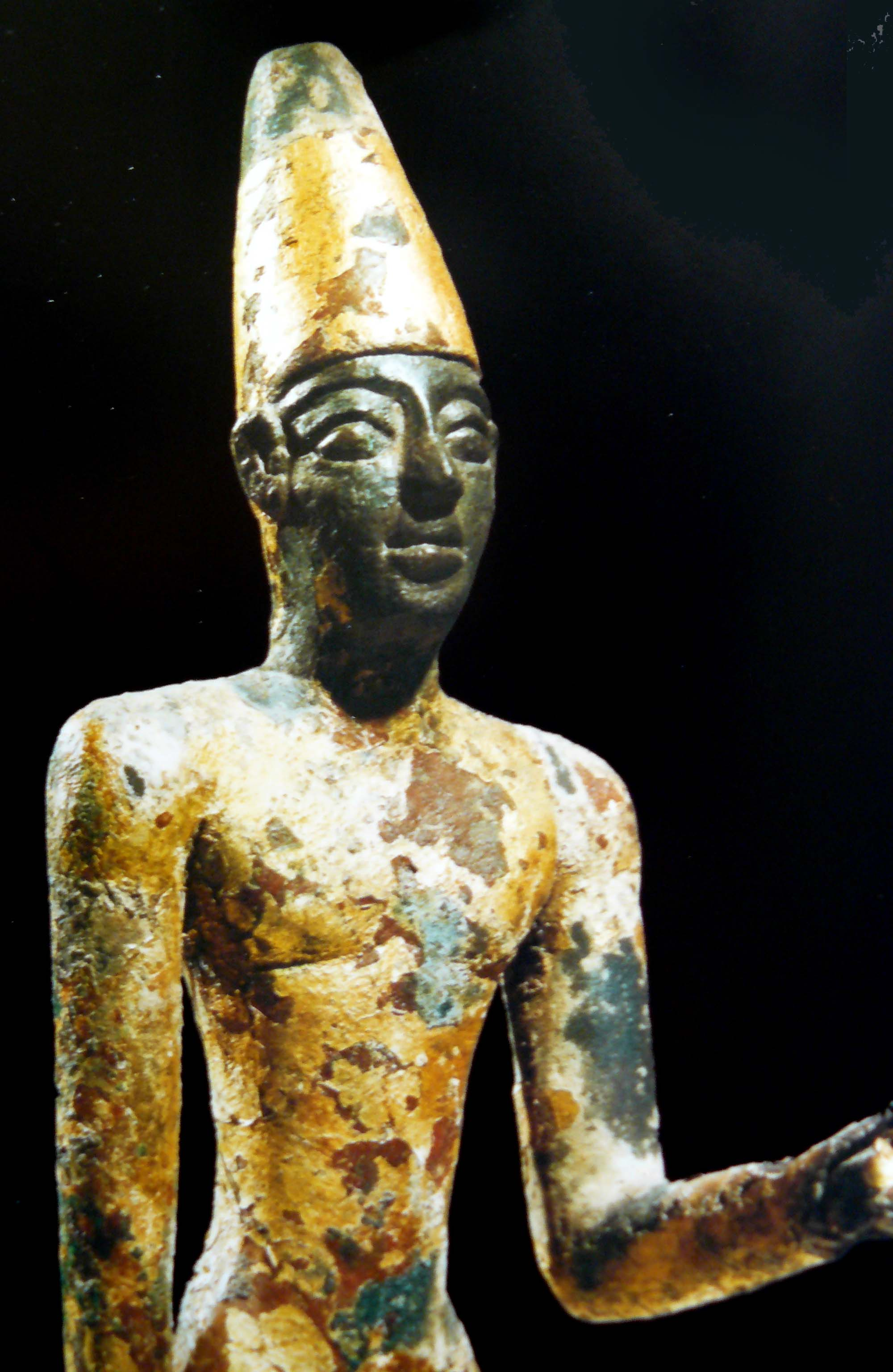
Estàtua de Reshep

A l'Edat de Bronze (3200-1200 AEC) neixen els primers llogarets fortificats del Líban, es desenvolupen les activitats marítimes i la invenció del primer alfabet del món a Biblos. Aquesta col·lecció inclou l'obra mestra del museu, el sarcòfag de Ahiram, que conté el text més antic escrit en l'alfabet fenici.
Detalls de la col·lecció:
- Sarcòfag del rei Ahiram: pedra calcària, necròpolis reial de Biblos, segle x aC.
- Estàtues votives: bronze daurat, temple dels obeliscos - Biblos, segles 19-18 AEC.
- Ganivet decorat: or i ivori, temple dels obeliscos - Biblos, segle XIX-18 AEC.
- Estatueta de Reshep: bronze daurat, temple dels obeliscos - Biblos, segle XIX-18 AEC.
- Caixa cosmètica en forma d'ànec: ivori, Sidó, segle xiv aC.

### Edat de Ferro

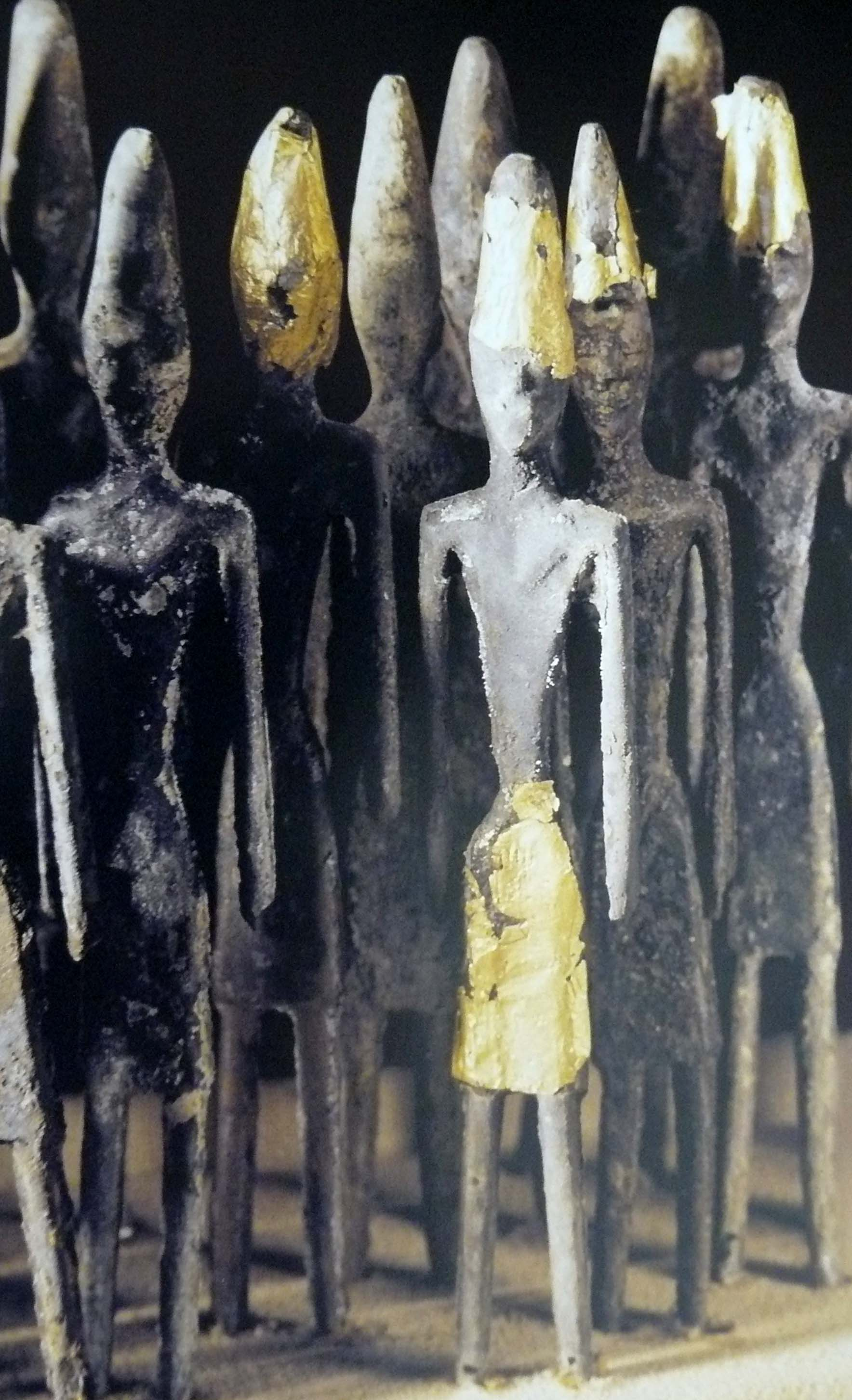
Estàtues votives

A l'Edat de Ferro (1200 - 333 AEC) la civilització fenícia va culminar en la seva expansió marítima. Després d'una era d'autonomia, les ciutats estat fenicis cauen successivament sota el domini d'Assíria, Babilònia i imperi persa.
Les principals característiques de les col·leccions inclouen:
- La col·lecció Ford de sarcòfags antropoides: marbre, segle iv aC[2]
- Estàtues votives del Temple d'Eshmun: marbre, Bustan esh Sheikh, segle iv aC

### Període hel·lenístic

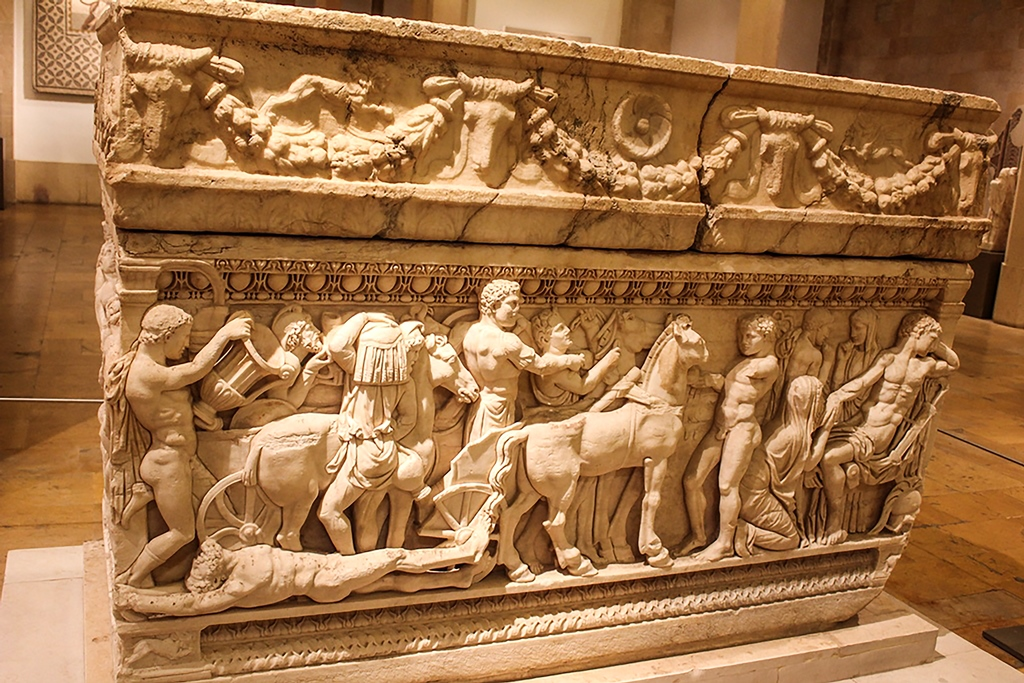
Sarcòfag de la llegenda d'Aquil·les

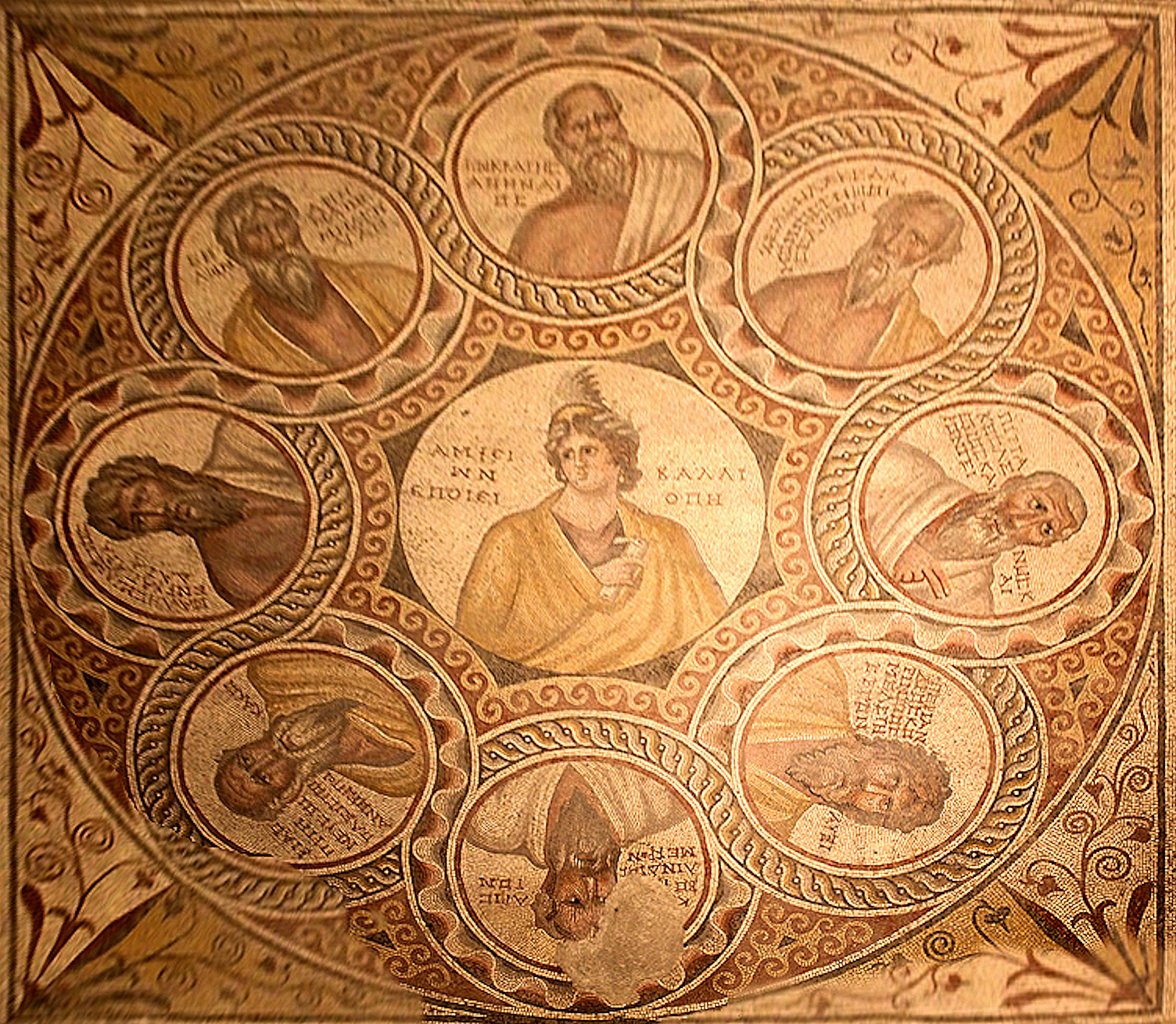
Mosaic dels Set savis

L'Hel·lenització de Fenícia sota Alexandre el Gran, la dinastia ptolemaica i l'Imperi Selèucida inclou un fons semítico local.
Detalls de la col·lecció:
- Santuari de la tribuna d'Eshmun: marbre, Bustan és Sheij (prop de Sidón), ca. 350 AEC.
- Estàtua d'Afrodita: marbre, Beirut
- Figures de déus grecs: terracota, Kharayeb

### Període romà
La col·lecció de la secció romana (64 AEC - 395 EC) inclou:
- Sarcòfag d'Aquil·les: marbre, Tir, segle II EC
- Sarcòfag de Cupido borratxo: marbre, Tir, segle II EC
- Mosaic del segrest d'Europa: Biblos, segle iii
- Estàtua d'Higiea: marbre, Biblos EC
- Cal·líope i el mosaic dels Set savis de Grècia: Baalbeck, segle iii
- Bust de Dionís: marbre, Tir, segle iii

### Període romà d'Orient
Els objectes del període romà d'Orient (395 - 636 EC) inclouen:
- El mosaic "Enveja": Beirut.
- Col·lecció de monedes i joies.